# Форест-Сіті (Іллінойс)
Форест-Сіті (англ. Forest City) — селище (англ. village) в США, в окрузі Мейсон штату Іллінойс. Населення — 222 особи (2020).

## Географія
Форест-Сіті розташований за координатами 40°22′20″ пн. ш. 89°49′57″ зх. д. / 40.37222° пн. ш. 89.83250° зх. д. (40.372157, -89.832498).  За даними Бюро перепису населення США в 2010 році селище мало площу 1,35 км², уся площа — суходіл.

## Демографія
Згідно з переписом 2010 року, у селищі мешкало 246 осіб у 93 домогосподарствах у складі 64 родин. Густота населення становила 182 особи/км².  Було 111 помешкання (82/км²).
Расовий склад населення:
| - 99,6 % — білих - 0,4 % — корінних американців |

До двох чи більше рас належало 0,0 %. Частка іспаномовних становила 0,0 % від усіх жителів.
За віковим діапазоном населення розподілялося таким чином: 30,1 % — особи молодші 18 років, 55,7 % — особи у віці 18—64 років, 14,2 % — особи у віці 65 років та старші. Медіана віку мешканця становила 39,5 року. На 100 осіб жіночої статі у селищі припадало 98,4 чоловіків;  на 100 жінок у віці від 18 років та старших — 97,7 чоловіків також старших 18 років.
Середній дохід на одне домашнє господарство  становив 54 351 долар США (медіана — 43 750), а середній дохід на одну сім'ю — 57 224 долари (медіана — 52 500). Медіана доходів становила 45 833 долари для чоловіків та 24 583 долари для жінок. За межею бідності перебувало 9,0 % осіб, у тому числі 12,0 % дітей у віці до 18 років та 0,0 % осіб у віці 65 років та старших.
Цивільне працевлаштоване населення становило 84 особи. Основні галузі зайнятості: виробництво — 26,2 %, будівництво — 11,9 %, транспорт — 10,7 %, роздрібна торгівля — 9,5 %.